# Pasiphaeidae
Super-famille
Famille
Les Pasiphaeidae sont une famille de crustacés décapodes, la seule de la super-famille des Pasiphaeoidea.

## Liste des familles
Selon World Register of Marine Species (29 mars 2015) :
- genre Alainopasiphaea Hayashi, 1999
- genre Eupasiphae Wood-Mason in Wood-Mason & Alcock, 1893
- genre Glyphus Filhol, 1884
- genre Leptochela Stimpson, 1860
- genre Parapasiphae Smith, 1884
- genre Pasiphaea Savigny, 1816
- genre Phye Alcock, 1893 nomen nudum
- genre Psathyrocaris Wood-Mason in Wood-Mason & Alcock, 1893